# Incallaqta

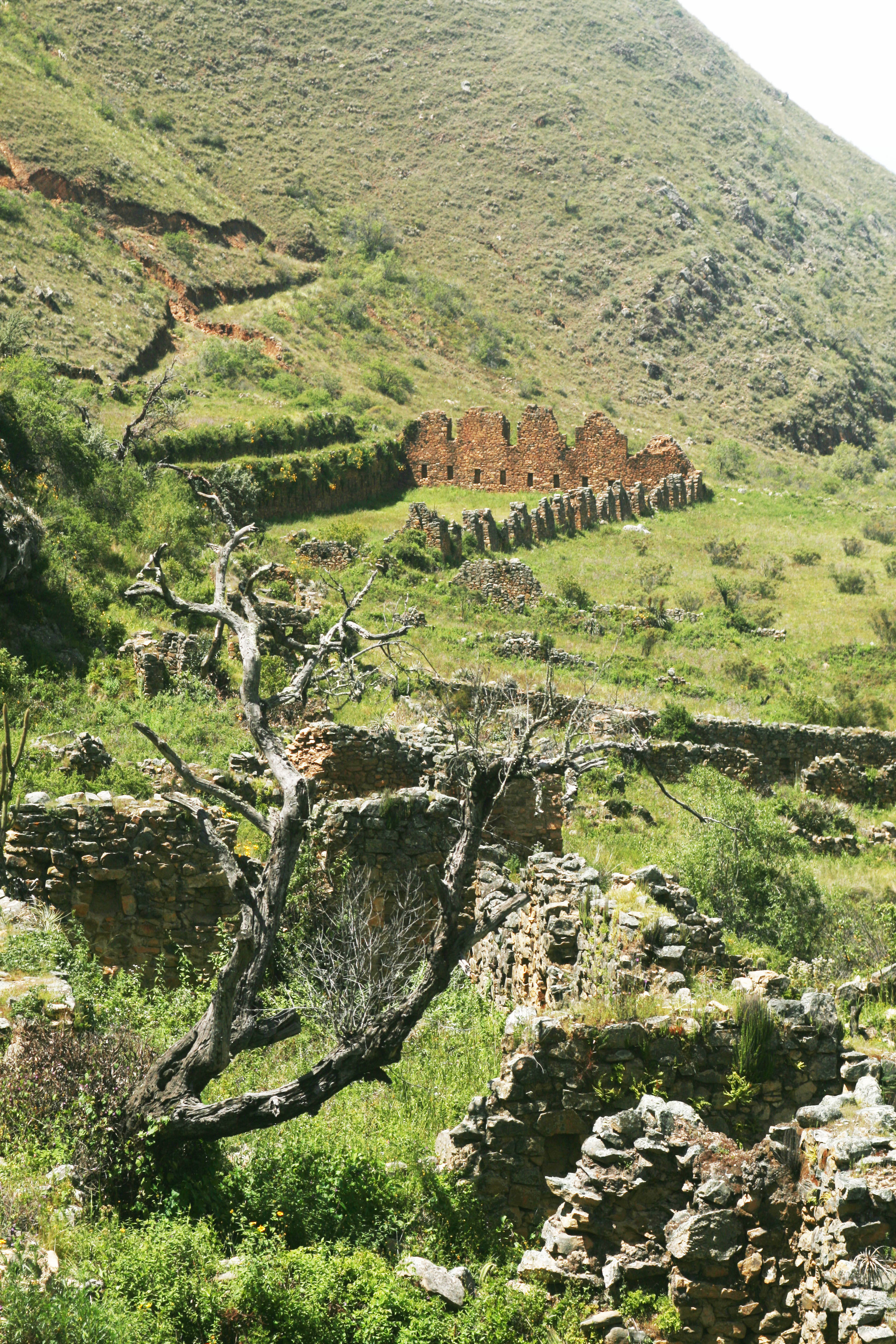
Ein Bereich des Siedlungskomplexes Incallaqta.

Incallaqta (Quechua: Inka llaqta, „Inka-Stadt“ oder „Inka-Gemeinschaft“, auch: Incallacta, Inkallakta oder Incallajta) ist eine umfangreiche historische Stätte der Inka im zentralen Bolivien. Sie liegt etwa 130 Kilometer östlich von Cochabamba auf einer Höhe von 2950 m im Municipio Pocona.
Der Siedlungskomplex Incallaqta wurde im 15. Jahrhundert errichtet und umfasst eine Fläche von 80 Hektar. Das Hauptgebäude der Anlage, Kallanka, misst 25 × 78 m und war bei seinem Bau das größte Gebäude unter einem Dach in der westlichen Welt. Die Dachkonstruktion ruhte auf 24 Säulen, die an ihrem Fuß einen Durchmesser von zwei Metern aufwiesen.
Die Ruinenstätte wurde im ersten Jahrzehnt des 21. Jahrhunderts unter Leitung des Archäologen Lawrence S. Coben (Universität Pennsylvania) freigelegt. 